# Kasachstan beim Eurovision Song Contest
Teilnehmende Rundfunkanstalt

Erste Teilnahme
bisher keine
Anzahl der Teilnahmen
0 (Stand 2025)
Höchste Platzierung
–
Höchste Punktzahl
–
Niedrigste Punktzahl
–
Punkteschnitt (seit erstem Beitrag)
–
Punkteschnitt pro abstimmendem Land im 12-Punkte-System
–
Dieser Artikel befasst sich mit der Geschichte Kasachstans als Teilnehmer am Eurovision Song Contest. Das Land hat bisher noch nicht am ESC teilgenommen, nahm aber zwischen 2018 und 2022 am Junior Eurovision Song Contest teil und übertrug den Wettbewerb zwischen 2010 und 2021 jeweils Live durch den staatlicher Fernsehsender Khabar.

## Regelmäßigkeit der Teilnahme und Erfolge im Wettbewerb
Kasachstans Sender Khabar wurde am 18. Dezember 2016 als assoziiertes Mitglied in die EBU aufgenommen, wobei der ESC in Kasachstan bereits seit 2010 ausgestrahlt wird. Ab 2018 dürfen auf Einladung der EBU auch assoziierte Mitglieder am Eurovision Song Contest teilnehmen. Diese Regeländerung geschieht zur „Legalisierung“ einer regelmäßigen Teilnahme Australiens. Damit wären neben Australien und Kasachstan noch 18 weitere Länder aus allen fünf bewohnten Kontinenten neben Europa teilnahmeberechtigt, falls man sie einladen würde. Kasachstan ist bereits Teilnehmer am von der Türkei initiierten Türkvizyon Song Contest. Schanar Dughalowa, die Gewinnerin des Türkvizyon 2014, gab bekannt, dass sie dem Vertreten Kasachstans beim ESC 2018 positiv gegenüberstehen würde. Anders als Australien hat Kasachstan zum ESC selbst aber bisher keine Einladung bekommen.
Kemelbek Oishybayev, der Generaldirektor des kasachischen Senders Khabar, gab am 8. Juli 2025 auf Instagram bekannt, dass Gespräche über ein mögliches Debüt Kasachstans beim Eurovision Song Contest 2026 stattgefunden hätten.